# Pyrgocyphosoma
Pyrgocyphosoma är ett släkte av mångfotingar. Pyrgocyphosoma ingår i familjen knöldubbelfotingar.

## Dottertaxa tillPyrgocyphosoma, i alfabetisk ordning[1]
- Pyrgocyphosoma armigerum
- Pyrgocyphosoma arvernum
- Pyrgocyphosoma aspidiorum
- Pyrgocyphosoma balazuci
- Pyrgocyphosoma bidentatum
- Pyrgocyphosoma brembanum
- Pyrgocyphosoma brunatense
- Pyrgocyphosoma centrale
- Pyrgocyphosoma dalmazzense
- Pyrgocyphosoma dentatum
- Pyrgocyphosoma doriae
- Pyrgocyphosoma edrinum
- Pyrgocyphosoma florentinum
- Pyrgocyphosoma fonticuli
- Pyrgocyphosoma gattii
- Pyrgocyphosoma grassii
- Pyrgocyphosoma jucundum
- Pyrgocyphosoma ligusticum
- Pyrgocyphosoma longilamellatum
- Pyrgocyphosoma marmorense
- Pyrgocyphosoma marrucinum
- Pyrgocyphosoma mevaniense
- Pyrgocyphosoma oppidicola
- Pyrgocyphosoma ormeanum
- Pyrgocyphosoma picenum
- Pyrgocyphosoma pontremolense
- Pyrgocyphosoma pracchiense
- Pyrgocyphosoma quercuum
- Pyrgocyphosoma ravinense
- Pyrgocyphosoma reatinum
- Pyrgocyphosoma renanum
- Pyrgocyphosoma roccavionense
- Pyrgocyphosoma savonense
- Pyrgocyphosoma serianum
- Pyrgocyphosoma serpentinum
- Pyrgocyphosoma serravallense
- Pyrgocyphosoma tenanum
- Pyrgocyphosoma tendanum
- Pyrgocyphosoma terminilli
- Pyrgocyphosoma titianum
- Pyrgocyphosoma tridentinum
- Pyrgocyphosoma vallicola
- Pyrgocyphosoma vallombrosae
- Pyrgocyphosoma zangherii